# Adaizan
Adaizan, ime porodici indijanskih jezika iz Louisiane koja je dobila ime po jednom jedinom plemenu, Adaize (Adai), koje je oko 1800. živjelo blizu stare španjolske utvrde ili misije Adaize, oko 40 milja od Natchitochesa.  Lokacija koja se navodi je Lac Macdon, jezero koje se moglo nalaziti blizu današnjeg jezera Berry Brake. Dr. Sibley sakupio je oko 250 riječi iz ovog jezika, i po njemu nitko ih od susjednih plemena nije mogao razumjeti. Usprkos ovim tvrdnjama, mladi jezikoslovci na silu ih 'trpaju' u porodicu Caddoan, jedino zato da bi se riješio lingvistički adai-problem. Dr. Sibley kaže: ' …and is so difficult to speak or understand that no nation can speak ten words of it.” -Jednini i nikakav oslonac 'nasilne klasifikacije' je kasnija 'caddo-izacija' Adai Indijanaca, čiji potomci danas žive pod imenom Caddo Adai u Louisiani i Oklahomi.  –U starija vremena, Cabeça de Vaca  (1530.) ove Indijance naziva Atayos.

## Vanjske poveznice
- Adaizan Family